# A VII-a Dinastie Egipteană
A VII-a Dinastie Egipteană va marca începutul Primei Perioade Intermediare la începutul secolului 22 î.Hr., dar existența sa reală este dezbătută. Singura relatare istorică a dinastiei a șaptea a fost în Aegyptiaca lui Manetho, o istorie a Egiptului scrisă în secolul al III-lea î.Hr., unde dinastia a șaptea apare în esență ca o metaforă a haosului. Din moment ce aproape nimic nu se știe despre această dinastie dincolo de relatarea lui Manetho, egiptologii precum Jürgen von Beckerath și Toby Wilkinson au considerat-o de obicei fictivă. Într-o reevaluare din 2015 a căderii Vechiului Regat, egiptologul Hracht Papazian a propus că dinastia a șaptea era reală și că aceasta consta din regi atribuiți de obicei dinastiei a VIII-a.